# Топонимия Северной Македонии

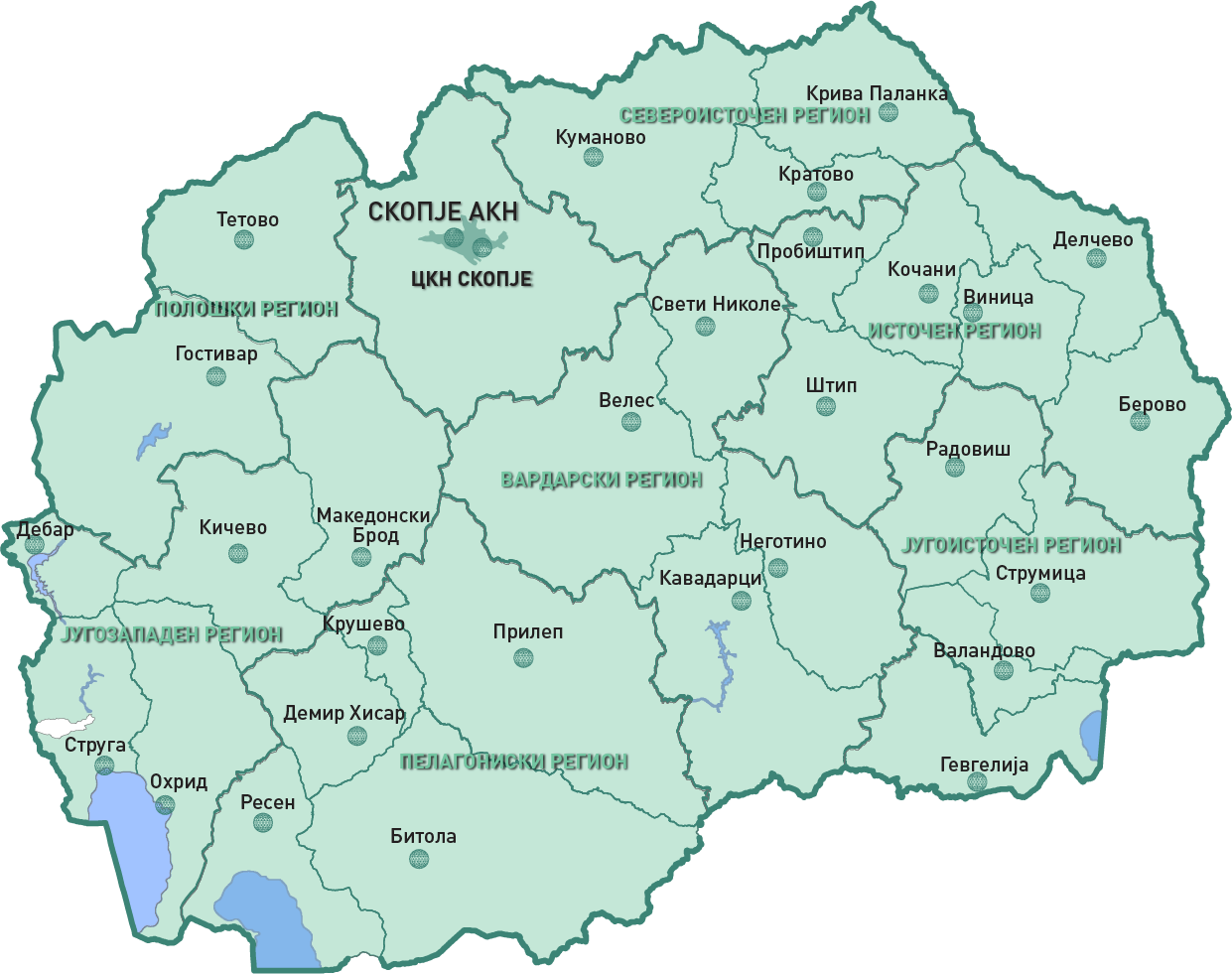
Административное деление Северной Македонии

Топонимия Северной Македонии — совокупность географических названий, включающая наименования природных и культурных объектов на территории Северной Македонии. Структура и состав топонимии страны обусловлены её географическим положением, этническим составом населения и богатой историей.

## Название страны
Раннее страна называлась «Македония», что приводило к неоднозначности с географической областью Македония, одноимённым древним царством (Древняя Македония), исторической провинцией Македония в соседней Греции где это древнее царство и находилось, и Пиринской Македонией в соседней Болгарии. Территория Республики Северная Македония ранее составляла самую южную часть Югославии. Современные её границы были установлены вскоре после Второй мировой войны. В августе 1947 года президент Социалистической Федеративной Республики Югославия (СФРЮ) Иосип Тито и премьер-министр Болгарии Георгий Димитров встретились в Бледе и договорились о том, что вся Македония (вся болгарская Македония, претендуя также на часть греческой Македонии), в конце концов, войдут в союз с югославской Македонией, при условии что Болгария станет составной частью Федерации балканских государств. Так в составе СФРЮ была образована Социалистическая Республика Македония — тем самым македонцы были признаны как самостоятельный народ в составе СФРЮ. После ухудшения межгосударственных отношений между СССР и СФРЮ Болгария аннулировала достигнутые в Бледе соглашения.
В 1991 году при распаде Югославии территория Северной Македонии не претерпела изменений, в то же время появление этого отдельного государства пытавшегося монополизировать имя Македонии привело к политическим спорам с Грецией по поводу использования названий «Македония» и «македонцы».
Официальное обозначение, использовавшееся в 1993—2019 годах в ООН по настоянию Греции, — «Бывшая югославская Республика Македония» (англ. Former Yugoslav Republic of Macedonia,  FYROM, макед. Поранешна Југословенска Република Македонија). Такое же название использовалось в этот период в составе МОК и на Олимпийских и Паралимпийских играх.
12 июня 2018 года правительства Греции и Республики Македонии после долгого спора пришли к консенсусу о наименовании страны (Преспанский договор), в результате которого северомакедонская сторона приняла решение начать процедуру смены названия на «Республика Северная Македония» (макед. Република Северна Македонија) erga omnes («по отношению ко всем»: как в своём законодательстве, так и в отношениях со всеми странами и организациями). 12 февраля 2019 года соглашение о переименовании Республики Македония в Республику Северная Македония официально вступило в силу. 14 февраля 2019 года ООН официально изменила принятое ей название с «Бывшая югославская Республика Македония» на «Республика Северная Македония».

## Формирование и состав топонимии
По оценкам топонимистов, Балканский полуостров, где расположена Северная Македония, ввиду сложнейшей этнической истории и языковой картины в топонимическом отношении представляет собой один из самых сложных для анализа районов Европы. Древнейшие субстратные топонимы (доиндоевропейские и древнейшие индоевропейские) не поддаются расшифровке. К середине I тысячелетия н. э. в западной части полуострова проживали иллирийцы, в восточной — фракийцы, южную часть занимали носители греческого языка. Эти народы оставили значительный след в гидронимии и оронимии Балкан. Древний иллирийский топонимический пласт распространен на территории бывшей Югославии, включая Северную Македонию.
На большей части территории страны располагаются хребты горных систем, что обуславливает наличие широкого пласта оронимов. Название горного массива Скопска-Црна-Гора (макед. Скопска Црна Гора) означает «скопская чёрная гора», нередко именуется просто Чёрная Гора, высшая точка — гора Кораб, изображённая на гербе страны, этимология неизвестна. Ороним Шар-Планина (макед. Шар Планина) на сербском означает «пёстрая гора», в античности горы назывались Скард (Скардон, др.-греч. Σκάρδον ὄρος). Высочайший пик хребта Шар-Планина на территории страны — Титов-Врх, вторая по высоте гора в Северной Македонии после Кораба, в 1953 году был назван в честь югославского лидера Иосипа Броз Тито. Ранее назывался Голем турчин («Большой Турок»), с 1934 года — Александров-Врх, в честь убитого князя Сербии Александра Карагеоргиевича. Во время Второй мировой войны болгарские власти восстановили традиционное название. После провозглашения независимости Республики Македонии в 1991 году название осталось прежним.
Этимология крупнейших городов:
- Скопье (макед. Скопје) — cеление известно с времён Римской империи под фракийским названием Скупи, этимология которого не установлена. Родина византийского императора Юстиниана I, который, восстановив город после разрушительного землетрясения в VI веке, официально переименовал его в Прима-Юстиниана — «первый город Юстиниана». Однако местное население продолжало употреблять привычное и короткое старое название. Это же название приняли и славяне, обосновавшиеся в городе уже с VII века; с течением времени исходное Скупи превратилось в Скопье[13]. Нередко записывалось на русском языке в форме Скопле[14];
- Битола (макед. Битола) — основан Филиппом II Македонским как Гераклия Линкестис (др.-греч. Ηράκλεια Λυγκηστίς), начиная с раннего Средневековья известен под славянским именем Битола (Битоля, Битоль), то есть «обитель» (монастырь), и греческим именем Монастири (греч. Μοναστήρι), значащим то же самое (впоследствии из греческого это название города вошло в турецкий, тур. Manastır, и албанский, алб. Manastiri);
- Куманово (макед. Куманово) — предположительно название города восходит к тюркскому племени куманов, они же половцы. Известно, что в 1241 году, накануне монгольского вторжения в Венгрию, мадьярские дворяне-заговорщики убили проживавшего в Пеште половецкого хана Котяна Тертера и его сыновей (подозревая, скорей всего, безосновательно, что Котян может переметнуться к Батыю)[15]. После смерти любимого вождя большая часть половцев покинула Венгрию и ушла в подданство к юному болгарскому царю Коломану I[16];
- Прилеп (макед. Прилеп) — название города происходит от македонского слова «прилеп» («липкий»), которое демонстрирует, что здесь были построены здания, находящиеся рядом с башнями Марко;
- Охрид	(макед. Охрид) — ойконим, возможно, от сербского хрид, хрида — «скала, утёс»[17];
- Тетово (макед. Тетово) — основан в XIII веке как небольшой православный посёлок Хтетово. Во время османского господства называлось Калканделен.

## Топонимическая политика
Топонимической политикой в стране занимается Комиссия по стандартизации географических названий, созданная в 2000 году.